# Josep Guarner i Vivancos
Josep Guarner i Vivancos (Barcelona, 7 d'octubre de 1899 - Mèxic 1972) fou un militar català, germà de Vicenç Guarner. Va lluitar a la guerra del Marroc del 1921 al 1928. Participà en els fets del sis d'octubre de 1934 i fou desterrat a França. El 1936 fou adscrit a la Secretaria General d'Ordre Públic i com a tal fou membre del Comitè de Milícies Antifeixistes de Catalunya i comandant cap de l'estat major de l'Exèrcit de Catalunya al front d'Aragó, assessor militar de la Columna «Los Aguiluchos», i, després, a la defensa de les costes. Va arribar a ser cap d'Estat Major de la 24a Divisió i del XXIV Cos d'Exèrcit. Poc abans d'acabar la guerra civil espanyola assolí el grau de tinent coronel.
El 1939 s'exilià a França, on fou internat al camp d'Argelers. Passà després a Mèxic amb el seu germà, d'on ja no va tornar. Va tenir un fill, José Luis, que va arribar a destacar com a crític de cinema.

## Obres
- —— (1975). Cataluña en la Guerra de España, 1936-1939. Madrid: G. del Toro.